# Anuraphis floris
Anuraphis floris är en insektsart. Anuraphis floris ingår i släktet Anuraphis och familjen långrörsbladlöss. Inga underarter finns listade i Catalogue of Life.